# La Bastide-de-Sérou

La Bastide-de-Sérou este o comună în departamentul Ariège din sudul Franței. În 1 ianuarie 2022 avea o populație de 972 de locuitori.